# 201ª Squadriglia
La 201ª Squadriglia fu operativa dal 22 luglio 1917 sul campo di Marcon.

## Storia

### Prima guerra mondiale
Il reparto nasce al Centro Formazione Squadriglie dell'Aeroporto di Brescia-Ghedi all'inizio dell'estate 1917 per la Direzione dei Servizi Aeronautici della Regia Marina ed il 22 luglio va a Marcon al comando del Capitano Federico Calleri Di Sala che dispone di 4 Caproni Ca.33 con cannoncino FIAT-Revelli da 25,4 Mod. 1917 ed altri 8 piloti. Il 21 agosto il Ca. di Calleri cade su Favaro Veneto ed il comando passa al Cap. Ernesto Cellerino.
La notte tra il 2 ed il 3 ottobre un Ca. con il Sottotenente Luigi Ridolfi e l'osservatore Tenente di Vascello Ernesto Pacchiarotti lancia un siluro di 700 kg ma Pacchiarotti lo lancia troppo alla svelta ed esso non colpisce la corazzata nel porto di Pola. Il 3 ottobre un Ca. che partecipava al bombardamento notturno di Pola viene colpito da uno Shrapnel della contraerea ed atterra in emergenza sulle rive della Drava nelle linee austriache ed i 3 membri dell'equipaggio finiscono prigionieri.
Nell'ambito della Battaglia di Caporetto il 2 novembre un Ca che stava eseguendo un bombardamento e mitragliamento viene abbattuto dalle mitragliatrici sul Tagliamento ed il 5 novembre il reparto torna a Ghedi dove il 19 novembre viene sciolta.

### Seconda guerra mondiale
Al 10 giugno 1940 era all'Aeroporto di Gadurrà con 5 S.M.81 nel XCII Gruppo del 39º Stormo Bombardamento Terrestre dell'Aeronautica dell'Egeo - AEGE.